# Герцог дель-Парко

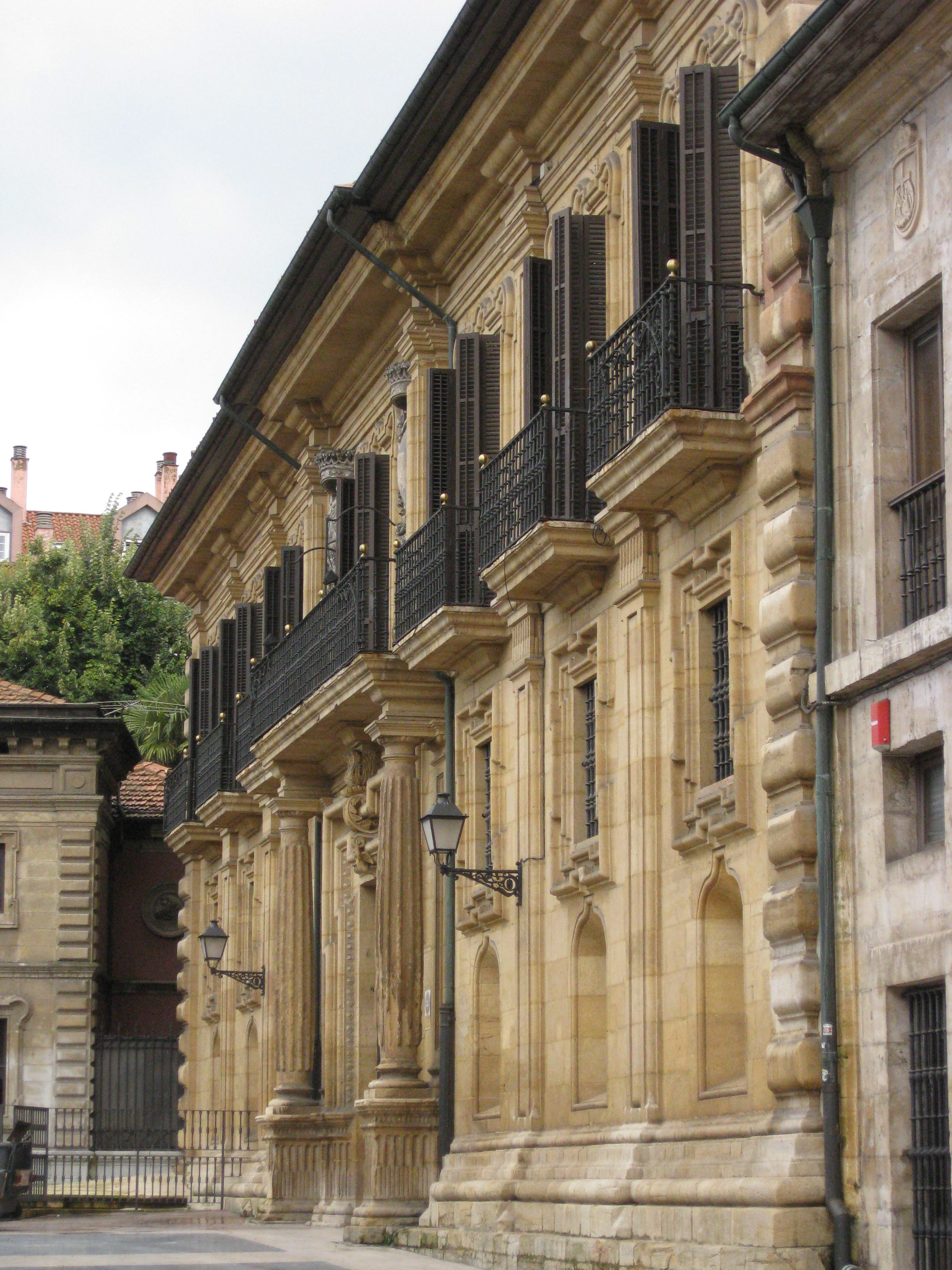
Дворец герцогов дель-Парко в Овьедо (Астурия). Был построен в 1725—1730 годах Франсиско де Каньяс Альтамирано и Акунья (1682—1732), 7-м маркизом де Вальесеррато, сеньором вилл Лихар и Кобдар, и Изабеллой Марией де Трельес и Вальдес (1691—1737), 5-й герцогиней дель-Парко, 3-й принцессой де ла Сала де Партинико.

Герцог дель-Парко (исп. Ducado del Parque) — испанский аристократический титул. Он был создан 14 февраля 1780 года в королевстве Кастилия королем Испании Карлом III для Мануэля Хоакина де Каньяса и Трельеса, 6-го герцога дель-Парко (1725—1791).
Ранее титул был создан в Королевстве Сицилия королем Испании Филиппом IV 20 января 1625 года для Франческо Альяты Паруты и Брансифорте, 1-го принца ди Вильяфранка, претора Палермо (ок. 1573—1636). Вначале герцогский титул звучал как де ла Сала де Парута (герцог делла Сала Парута), а затем он был переименован дель-Парко.
14 ноября 1780 года король Испании Карл III пожаловал титул гранда Испании Мануэлю Хоакину де Каньясу и Трельесу, 6-му герцогу дель-Парко, 8-му маркизу де Вальесеррато, 4-му принцу делла Сала ди Партинико и 6-му барону ди Региульфо, генерал-лейтенанту испанской армии.

## Список герцогов дель-Парко
| | Титул | Период |
| Титул в Королевстве Сицилия (креация создана королем Испании Филиппом IV в качестве короля Сицилии с название титула де ла Сала Парута) | Титул в Королевстве Сицилия (креация создана королем Испании Филиппом IV в качестве короля Сицилии с название титула де ла Сала Парута) | Титул в Королевстве Сицилия (креация создана королем Испании Филиппом IV в качестве короля Сицилии с название титула де ла Сала Парута) |
| --- | --- | --- |
| 1-й | Франческо Альята Парута-и-Брансифорте                                                                                                   | 1625—1636 |
| 2-й | Джузеппе Альята-и-Гравина | 1636—1648 |
| Титул с название дель-Парко | | |
| 3-я | Исабель Мария Альята-и-Ланса | ? — ? |
| 4-й | Гонсало де Трельес-и-Альята | ? — 1723 |
| 5-я | Исабель Мария де Трельес-и-Вальдес | 1723—1737 |
| 6-й | Мануэль Хоакин де Каньяс-и-Трельес | 1737—1791 |
| Титул в Королевстве Кастилия (креация создана королём Испании Карлом III)                                                               | | |
| 6-й | Мануэль Хоакин де Каньяс-и-Трельес | 1780—1791 |
| 7-й | Висенте Мария де Каньяс-и-Портокарреро                                                                                                  | 1791—1824 |
| 8-я | Франсиска де Паула де Каньяс-и-Портокарреро                                                                                             | 1824—1833 |
| 9-я | Мария Хосефа де Сальседо-Каньявераль-и-Каньяс                                                                                           | 1833—1837 |
| 10-й | Лоренсо Фернандес де Вильявисенсио-и-Каньяс                                                                                             | 1837—1859 |
| 11-й | Луис Фернандес де Вильявисенсио-и-Корраль                                                                                               | 1959—1864 |
| 12-й | Лоренсо Фернандес де Вильявисенсио-и-Корраль                                                                                            | 1864—1896 |
| 13-й | Хосе Фернандес де Вильявисенсио-и-Оронос                                                                                                | 1896—1939 |
| 14-й | Хосе Малькампо-и-Фернандес де Вильявисенсио                                                                                             | 1939—1955 |
| 15-я | Мария Кристина Малькампо-и-Сан-Мигель                                                                                                   | 1955—2004 |
| 16-я.. | Мария Роза Осориои Малькампо | 2006 — н. в. |

## История герцогов дель-Парко
- Франческо Альята Парута-и-Брансифорте (ок. 1573 — 1 мая 1636), 1-й герцог де ла Сала де Парута, 1-й принц ди Вильфранка, уроженец и претор Палермо.

1. Жена с 1597 года — Франсиска Гравина-и-Круильяс, дочь Джироламо Гравина-и-Круильяс, маркиза де Франкофроте. Ему наследовал их сын:

- Джузеппе Альята-и-Гравина (1600 — 30 ноября 1648), 2-й герцог де ла Сала де Парута, 2-й принц ди Вильяфранка, кавалер Ордена Калатрава, уроженец и претор Палермо. Их сын, Франческо Альята, 3-й принц ди Вильфранка, 3-й герцог ди Салапарута (1629—1697), унаследовал титул принца Вильяфранка, а титул герцога дель-Парко получила их дочь:
- Исабель Мария Альята-и-Ланса, 3-я герцогиня дель-Парко.

1. Муж — Бенито де Трельес Коанья-и-Вильмиль (4 апреля 1613 — 7 ноября 1682), 1-й маркиз де Торральба и 1-й принц делла Сал ди Партинико, кавалер Ордена Сантьяго. Его первой женой была Теодора Каррильо де Альбронос, 2-я маркиза де Бонанаро. Ей наследовал их сын:

- Гонсало де Трельес-и-Альята, 4-й герцог дель-Парко, 2-й принц делла Сала ди Партинико, кавалер Ордена Сантьяго, уроженец Палермо.

1. 1-я жена с 1674 года — Маргарита де Палафокс-и-Кардона, дочь маркиза де Ариса.
2. 2-я жена — Луиза де Вальдес-и-Трельес, дочь Фернандо де Вальдеса-и-Леонор де Трельес. Ему наследовала его племянница:

- Исабель Мария де Трельес-и-Вальдес  (9 октября 1691 — 15 апреля 1737), 5-я герцогиня дель-Парко, 3-я принцесса делла Сала ди Партинико.

1. Муж с 1710 года — Франсиско де Каньяс-и-Альтамирано (1682—1732), 7-й маркиз де Вальессеррато. Ей наследовал их сын:

- Мануэль Хоакин де Каньяс-и-Трельес  (12 августа 1725 — 17 августа 1791), 6-й герцог дель-Парко, 4-й принц делла Сала ди Партинико, 8-й маркиз де Вальесеррато.

1. Жена с 1746 года Агустина Портокарреро-и-Мальдонадо, 3-я маркиза де Кастрильо, 3-я графиня де Бельмонте дель Тахо. Ему наследовал его сын:

- Висенте Мария де Каньяс-и-Портокарреро (1749 — 12 марта 1824), 7-й герцог дель-Парко, 5-й принц делла Сала ди Партинико, 9-й маркиз де Вальесеррато, 4-й маркиз де Кастрильо, 4-й граф де Бельмонте дель Тахо

1. Жена с 1770 года Мария дель Росарио Рианьо Веласкес де Лара (? — 11 января 1774), дочь Антонио Хосе де Рианьо-и-Оровио, 5-го графа Вильярьесо. Ему наследовала его сестра:

- Франсиска де Паула де Каньяс-и-Портокарреро  (? — 5 января 1833), 8-я герцогиня дель-Парко, 6-я принцесса делла Сала ди Партинико, 10-я маркиза де Вальесеррато, 5-я маркиза де Кастрильо, 5-я графиня де Бельмонте дель Тахо.

1. Муж с 1782 года — Хосе де Сальседо Каньявераль-и-Понсе де Леон (? — 1789), 1-й граф де Беналуа. Ей наследовал их старшая дочь:

- Мария Хосефа де Сальседо Каньявераль-и-Каньяс  (1783 — 15 марта 1837), 9-я герцогиня дель-Парко, 7-я принцесса делла Сала ди Партинико, 11-я маркиза де Вальесеррато, 6-я маркиза де Кастрильо, 6-я графиня де Бельмонте дель Тахо, 2-я графиня де Беналуа.

1. Муж с 1800 года её двоюродный брат, Лоренсо Фернандес де Вильявисенсио-и-Каньяс (1778—1859), 3-й герцог Сан-Лоренсо-де-Валермосо. Ей наследовал её кузен-муж:

- Лоренсо Фернандес де Вильявисенсио-и-Каньяс  (17 августа 1778 — 6/8 августа 1859), 10-й герцог дель-Парко, 8-й принц делла Сала ди Партинико, 3-й герцог де Сан-Лоренсо-де-Валермосо, 12-й маркиз де Вальесеррато, 7-й маркиз де Кастрильо, 7-й граф де Бельмонте дель Тахо, 5-й маркиз де Каса Вильявисенсио, 6-й маркиз де ла Меса де Аста, 10-й барон де Региульфо.

1. Овдовев после смерти первой жены, он во второй раз женился на Хосефе дель Корраль Гарсии (? — 1853)[a].

Ему наследовал его младший сын:
- Луис Фернандес де Вильявисенсио-и-Корраль (22 апреля 1848 — 23 февраля 1864), 11-й герцог дель-Парко, 9-й принц делла Сала ди Партинико. Скончался в возрасте 18 лет, ему наследовал его старший брат:
- Лоренсо Фернандес де Вильявисенсио-и-Корраль (24 декабря 1841 — 22 января 1896), 12-й герцог дель-Парко, 10-й принц делла Сала ди Партинико, 4-й герцог де Сан-Лоренсо-де-Валермосо, 6-й маркиз де Каса Вильявисенсио.

1. Жена с 1868 года Хосефа де Оронос Клементе Беас-и-Пинеда (1844—1897). Ему наследовал его третий сын:

- Хосе Фернандес де Вильявисенсио-и-Оронос (4 августа 1875 — 19 августа 1937), 13-й герцог дель-Парко, 5-й герцог де Сан-Лоренсо-де-Валермосо, 7-й макриз де Каса Вильявисенсио.

1. Жена с 1921 года Мерседес Фернандес де Лореда Руис-Сиснерос Ориас-и-Санчес (род. 1872). Ему наследовал его племянник, сын его сестры Марии Хосефы Фернандес де Вильявисенсио-и-Оронос и Хуана Малькампо-и-Мэттьюз, 7-го маркиза де Сан-Рафаэль:

- Хосе Малькампо-и-Фернандес де Вильявисенсио  (26 июня 1892 — 1959), 14-й герцог дель-Парко, 6-й герцог де Сан-Лоренсо-де-Валермосо, 8-й маркиз де Каса Вильявисенсио, 8-й маркиз де Сан-Рафаэль, 2-й граф де Холо, 3-й виконт де Минданао.

1. Жена с 1933 года Роза Сан-Мигель-и-Мартинес де Кампос (род. 1897), дочь Хосе Сан-Мигеля Гандара, маркиза де Кайо дель Рей, и Пилар Мартинес де Кампос Антон Олавиде. Ему наследовала их дочь:

- Мария Кристина Малькампо-и-Сан-Мигель (5 мая 1935 — 18 сентября 2004), 15-я герцогиня дель-Кампо, 7-я герцогиня де Сан-Лоренсо-де-Валермосо, 9-я маркиза де Каса Вильявисенсио, 9-я маркиза де Сан-Рафаэль, 4-я графиня де Холо, 4-я виконтесса де Минданао[b]

1. Муж с 1974 года Бельтран Альфонсо Осорио-и-Диес де Ривера (1918—1994), 18-я герцог Альбуркерке, маркиз де Альканьисес, маркиз де лос Бальбасес, маркиз де Кадрейта, маркиз де Куэльяр, маркиз де Кульера, маркиз де Монтаос, граф де Ледесма, граф де Уэльма, граф де Фуэнсалданья, граф де Грахаль, граф де ла Торре, граф де Вильянуэва де Каньедо и граф де Вильяумброса.

Ей наследовала в 2006 году её младшая дочь:
- Мария Роза Осорио-и-Малькампо (род. 1978), 16-я герцогиня дель-Парко, 10-я маркиза де Сан-Рафаэль.

1. Муж с 2015 года Бруно Гонсалес-Баррос-и-Карунчо, кавалер Константиновского ордена Святого Георгия.

## Комментарии
1. ↑  Раздал ряд титулов своим детям от второго брака:
  1. Луис Фернандес де Вильявисенсио-и-дель Корраль, 10-й герцог дель-Парко, 9-й принц делла Сала ди Партинико.
  2. Лоренсо Фернандес де Вильявисенсио-и-дель Корраль, 11-й герцог дель-Парко, 10-й принц делла Сала ди Партинико, 4-й герцог де Сан-Лоренсо-де-Валермосо, 6-й маркиз де Каса Вильявисенсио.
  3. Хосе Фернандес де Вильявисенсио-и-дель Корраль, 8-й маркиз де Кастрильо.
  4. Мануэль Фернандес де Вильявисенсио-и-дель Корраль, 13-й макриз де Вальдесеррато.
  5. Мария Эулалия Фернандес-и-дель Корраль, 7-я маркиза де ла Меса де Аста.
  6. Франсиска Фернандес де Вильявисенсио-и-дель Корраль, 8-я графиня де Бельмонте дель Тахо
2. ↑  Пожаловала титулы двум своим дочерям:
  - Мария Кристина Осорио-и-Малькампо, 7-я герцогиня де Сан-Лоренсо-де-Валермосо и 10-я маркиза де Каса Вильявисенсио.
  - Мария Роза Осорио-и-Малькампо, 16-я герцогиня дель-Парко и 10-я маркиза де Сан-Рафаэль.